# Zeliangrong
Zeliangrong és el nom adoptat per una part dels nagues, que designa al poble mongoloide que va emigrar del sud de la Xina fa uns dos mil anys. Hi ha zeliangrongs a Manipur, Nagaland i Assam.
El nom es va aprovar a la conferència nacional d'Imphal que va reunir a les tribus Zeme, Liangmai, Rongmei i Puimei que vivien a la zona de trobada entre els actuals Nagaland, Manipur i Assam, el 15 de febrer de 1947. La conferència va fundar el Consell Zeliangrong (Zeliangrong Council) sobre la base d'una afinitat ètnica i cultural, i va acabar imposant-se com a nom de les quatre tribus i a vegades també a la dels maram. Zeme (o Zzengme) vol dir "poble de les planas de l'oest"; Liangmaoi vol dir "poble del nord", i Rongmei "poble del sud". Puimei vol dir habitants del poblet de Kabui o Kapui.
La decisió es va adoptar en un moment d'efervescència nacional poc abans de la independència de l'Índia i era una continuació del moviment revolucionari de Haipou Jadonang (1905-1931) que es va proclamar messies-rei dels nagues i va formar un moviment que va actuar militarment després de la revolta kuki (1917-1919) i fins que fou capturat i penjat el 1931; el seu lloctinent Rani Gaidinliu (1915-1993) va assolir la direcció del moviment però fou capturat el 1932 i va restar empresonat fins a 1947. També va recollir les experiències dels moviments socials com l'Agangmei (1925), la Kabui Chingsang (1927), la Kabui Samiti (1934), i la Kabui Naga Association (1946).
Un antecedent de la unió de les quatre tribus més els marams ja es va produir en una cerimònia feta a Tamelong l'1 d'abril de 1934 coneguda com a Chukthoibe /Chukthoibou/ Chuksumei at Tamenglong, en la qual la població fou convidada a oblidar disputes intertribals, interclàniques i entre poblets, i va establir les bases de la unitat dels Zeliangrong per la sang, la religió, la societat i la política.
El 7 de març de 1981 es va fundar una organització de la joventut zeliangrong, el Front Juvenil Zeliangrong (Zeliangrong Youth Front ZYF). L'organització d'estudiants, la Unió de Estudiants Zelingrong (All Zelingrong Students Union AZSU) es va fundar molt més tard, el 20 de desembre del 2009.
Al segle XXI la Unió Zeliangrong (Zeliangrong Union ZU), braç polític del Consell Zeliangrong, davant els atacs dels moviments d'alliberament nacionals manipurís, va començar a protestar i es va organitzar un partit militant, el Front Unit Zeliangrong (Zelianrong United Front ZUF); aquest grup disposava d'una força de 50 quadres armats que conformaven la Força Tigre Zeliangrong (Zeliangrong Tiger Force ZTF)), mentre la resta operava de manera més limitada.
Hi ha una ala juvenil que es diu Zeliangrong Youth Front.

## Banderes[1]
La bandera de la Unió Zeliangrong i del Consell Zeliangrong, és horitzontal. La franja superior i la inferior són vermelles i la central és de doble amplada i és blanca; el vermell i el blanc estan separats per una fimbriació negra. L'organització juvenil no té bandera, i utilitza drap blanc amb el nom en blau. En igual situació es troba la unió d'estudiants, que també fa servir bandera blanca amb el nom en blau.
El Front Unit Zeliangrong utilitza els tres colors nacionals vermell, negre i blanc.
La Força Tigre Zeliangrong utilitza bandera vermella amb els tres colors nacionals al cantó (vermell-blanc-negre) i l'emblema de l'organització (un cap de bou i dues llances creuades) a la part inferior del vol.